# NAECO
NAECO（ネイコ）は、韓国のエンターテインメント企業・HYBEの日本本社であるHYBE JAPAN傘下の日本芸能プロダクション。2025年3月に閉鎖された。

## 来歴
2022年12月14日、HYBE JAPANの子会社「NAECO」を設立。NAECOは「大洋」を意味する「OCEAN」の逆さまにしたもので、一つの場所に安住せず、挑戦を追求するアーティストのためのグローバル企業を目指すという意味が込められている。
2022年12月21日、HYBE JAPANの子会社として新レーベル「NAECO（ネイコ）」の設立と、平手友梨奈が所属することを発表した。NAECOのトップを務めるのは、過去にSMエンタテインメントジャパンでマネジメント本部長を務めたキム・ジョンミン氏と知られているという。
2024年8月8日、平手友梨奈との専属契約が終了したことを発表した。
2025年3月12日、清算結了。

## 過去の所属
- 平手友梨奈